# Johannes von Arnsberg
Johannes von Arnsberg (auch Johann von Arnsberg) († 1319) war nach der Umwandlung des Damenstifts Meschede in ein Kanonikerstift der erste Propst dieser Einrichtung.

## Leben
Er war Sohn von Graf Gottfried III. und der Mutter Adelheid von Blieskastel. Er war unter anderem Bruder von Graf Ludwig von Arnsberg und der Äbtissin des Stifts Meschede Agnes von Arnsberg. Johannes trat in den geistlichen Stand ein und wurde Kanoniker in Utrecht.
Nach dem Tod der Äbtissin Agnes von Meschede 1306 verfügte Erzbischof Heinrich II. von Virneburg, dass angesichts des inneren und äußeren Verfalls des Stifts, das Amt vorerst nicht wieder besetzt werden sollte. Die Führung der Geschäfte und Rechte übertrug er an Johannes von Arnsberg als Administrator. Sein Auftrag war, die noch vorhandenen Besitzungen des Stifts zu sichern und verloren gegangene wieder zu beschaffen. Allerdings war seine Tätigkeit nicht so erfolgreich, dass eine neue Äbtissin hätte gewählt werden können. Die Bereitschaft der Stiftsdamen auf Teile ihrer Einkünfte zu verzichten und das Amt der Äbtissin zu übernehmen war zudem gering. Eine offizielle Untersuchung erbrachte weitere Hinweise auf den inneren Verfall. Daher verfügte der Erzbischof mit Zustimmung der Stiftsdamen 1310 die Aufhebung des Stifts. Gleichzeitig wurde die Errichtung eines Kanonikerstift mit 14 Kanonikern unter einem Propst betrieben. Erster Propst wurde Johannes von Arnsberg. Er organisierte das neue Stift und betrieb weiterhin die Wiederbeschaffung verlorener Besitzungen. Er starb wohl 1319.